# Sarīla
Sarīla är en ort i Indien.   Den ligger i distriktet Hamīrpur och delstaten Uttar Pradesh, i den centrala delen av landet, 400 km sydost om huvudstaden New Delhi. Sarīla ligger 148 meter över havet och antalet invånare är 8 012.
Terrängen runt Sarīla är mycket platt. Runt Sarīla är det tätbefolkat, med 266 invånare per kvadratkilometer. Sarīla är det största samhället i trakten. Trakten runt Sarīla består till största delen av jordbruksmark.